# Morten Jørgensen
Morten Jørgensen (Næstved, 23 de junho de 1985) é um remador dinamarquês, campeão olímpico.

## Carreira
Jørgensen competiu nos Jogos Olímpicos de 2008, 2012 e 2016. Em sua primeira aparição, em Pequim, integrou a equipe da Dinamarca que conquistou a medalha de ouro na prova do quatro sem peso leve. Em Londres, novamente esteve com a equipe dinamarquesa, mas dessa vez obteve a medalha de bronze. Quatro anos depois conquistou a medalha de prata no Rio de Janeiro, sempre no quatro sem leve.